# Zájezdec
Obec Zájezdec se nachází v okrese Chrudim, kraj Pardubický. Žije zde 178 obyvatel.

## Historie
První písemná zmínka o obci pochází z roku 1318.

## Pamětihodnosti
- Židovský hřbitov Zájezdec mezi obcemi Zájezdec a Přestavlky
- Socha svatého Jana Nepomuckého